# Identiteit en Democratie
Identiteit en Democratie (ID) was een fractie in het Europees Parlement die gericht was op met name de soevereiniteit van lidstaten zelf. De fractie had een populistische eurosceptische signatuur.
De fractie werd op 13 juni 2019 ingesteld, als opvolger van de fractie Europa van Naties en Vrijheid.
Een van de grootste partijen in de fractie, de Duitse Alternative für Deutschland, werd in mei 2024 uit de fractie gezet vanwege uitspraken van AfD-lijsttrekker Maximilian Krah waarin hij het lidmaatschap van de SS vergoelijkte.
Na de parlementsverkiezingen van juni 2024 stapten veel leden over naar de nieuw ingestelde fractie Patriotten voor Europa. ID belandde daardoor onder de fractiedrempel van minimaal 23 leden uit minimaal 7 lidstaten die recht geeft op onder meer extra spreektijd. De fractie werd op 8 juli 2024 opgeheven.

## Leden
| Land                    | Nationale partij                  | Zetels |
| Land                    | Nationale partij                  | 2019   |
| ----------------------- | --------------------------------- | ------ |
| België                  | Vlaams Belang                     | 3      |
| Denemarken              | Dansk Folkeparti                  | 1      |
| Duitsland               | Alternative für Deutschland       | 11     |
| Estland                 | Eesti Konservatiivne Rahvaerakond | 1      |
| Finland                 | Perussuomalaiset                  | 2      |
| Frankrijk               | Rassemblement National            | 20     |
| Frankrijk               | onafhankelijk                     | 2      |
| Italië                  | Lega                              | 28     |
| Oostenrijk              | FPÖ                               | 3      |
| Tsjechië                | Svoboda a přímá demokracie        | 2      |
| totaal                  | totaal                            | 73     |
| mutaties na 2 juli 2019 |                                   |        |
| Frankrijk               | Rassemblement National            | +1     |
| Italië                  | Lega                              | +1     |
| Nederland               | Partij voor de Vrijheid           | +1     |
| Italië                  | Lega                              | -1     |
| Italië                  | Lega                              | -1     |
| Duitsland               | Alternative für Deutschland       | -1     |
| Italië                  | Lega                              | -1     |
| Italië                  | Lega                              | -1     |
| Italië                  | Lega                              | -1     |
| Frankrijk               | Rassemblement National            | -2     |
| Frankrijk               | Rassemblement National            | -1     |
| Duitsland               | Alternative für Deutschland       | -1     |
| Frankrijk               | Rassemblement National            | -1     |
| Finland                 | Perussuomalaiset                  | -2     |
| actueel totaal          | actueel totaal                    | 63     |